# Sun Xiu
Sun Xiu (235 – 3 de setembre del 264), nom estilitzat Zilie (子烈), formalment Emperador Jing de Wu (Oriental), fou el tercer emperador de Wu Oriental durant el període dels Tres Regnes de l'antiga Xina.

## Família
- Pare: Sun Quan
- Mare: la Dama Wang (王夫人), honrada a títol pòstum com l'Emperadriu Jinghuai
- Muller: l'Emperadriu Zhu, filla de Zhu Ju, instaurada en el 262, honrada a títol pòstum com a emperadriu Jing
- Fills:[2]
  - Sun Wan, instaurat com príncep hereu en el 262, més tard Príncep de Yuzhang, executat per Sun Hao en el 266
  - Sun Gong, el Príncep de Runan, executat per Sun Hao en el 266
  - Sun Mang (孫壾), el Príncep de Liang, instaurat en el 264
  - Sun Bao, el Príncep de Chen, instaurat en el 264

## Joventut
Sun Xiu va nàixer en el 235 de l'emperador fundador de Wu Oriental, Sun Quan, i la seva concubina la Consort Wang. En la seva joventut, fou conegut per la seva devoció per l'estudi. En el 250, Sun Quan el va fer casar-se amb la filla de sa germana Sun Xiaohu (孫小虎) i el seu marit Zhu Ju.
En el 252, tot després de la mort de Sun Quan, ell va ser creat com el Príncep de Langye, amb el seu feu a Hulin (虎林, en l'actualitat Chizhou, Anhui). Després d'eixe any, després que el seu germà petit Sun Liang va convertir-se en emperador sota la regència de Zhuge Ke, Zhuge no volia que els prínceps estigueren assentats a prop d'importants bases militars al llarg del riu Iang-Tsé, de manera que va traslladar a Sun Xiu a Danyang (丹陽, en l'actualitat Xuancheng, Anhui, no en Zhenjiang, Jiangsu). A diferència del seu germà Sun Fen (孫奮) el Príncep de Qi, qui inicialment es va resistir, Sun Xiu no va posar cap resistència al trasllat. Una volta estigué Danyang, tanmateix, el governador de la Comandància Danyang, Li Heng (李衡), trobà moltes excuses per intimidar al jove príncep. Sun Xiu no ho endurà, i sol·licità als seus germà altre trasllat; el seu germà el va portar a Kuaiji (會稽, en l'actualitat Shaoxing, Zhejiang).
En el 255, a instàncies de la germana de Sun Xiu, Sun Dahu (孫大虎), el regent Sun Jun, que havia matat i reemplaçat a Zhuge en el 253, va matar també a la Princesa Xiaohu. Sun Xiu va esporuguir-se per aquesta situació, i envià a la seva esposa, la princesa Zhu, de retorn a la capital Jianye, oferint-li el divorci, però Sun Jun ho declinà manant de tornada a la Princesa Zhu cap a Sun Xiu.
En el 258, després que Sun Liang va tractar d'eliminar a Sun Lin però va fallar, el cosí i successor de Sun Jun, Lin li llevà a Sun Liang el tron. I fou benvingut per Sun Xiu a la capital i el va anomenar Emperador.

## Sun Xiu matant a Sun Lin
Sun Xiu, per tal d'apaivagar a Sun Lin, va afegir cinc comtats a la seva marca i així també va crear als seus germans com marquesos. Això no obstant, Sun Lin prompte va renyir amb l'emperador sobre la base d'un incident relativament petit—Sun Lin havia portat carn i vi al palau, amb la intenció de festivar amb l'emperador, però Sun Xiu va refusar l'oferiment, per la qual cosa Sun Lin es va portar menjar i el vi a la casa del general Zhang Bu (張布). Expressar la seva decepció a Zhang per la negativa de Sun Xiu—incloent una observació sobre que potser s'hauria de triar un altre emperador—i Zhang va fer referència davant de Sun Xiu a les queixes de Sun Lin. Sun Xiu van començar a recelar de Sun Lin, però va seguir mostrant públicament el seu favor sobre Sun Lin. Sun Lin va començar a preocupar-se per la seva posició amb l'emperador i es va oferir a deixar Jianye per dirigir la defensa de la capital secundària de Wuchang Wuchang (武昌, avui en dia Ezhou, Hubei). Sun Xiu ho va aprovar-hi.
Malgrat tot, Sun Xiu llavors començà a preocupar-se sobre que Sun Lin s'apoderés d'aquesta ciutat i es revoltés. Ell va conspirar amb Zhang i el general sènior Ding Feng per matar Sun Lin al festival Laba (臘八, el vuitè dia del 12è mes lunar de l'any). D'alguna manera, això es va filtrar, però Sun Lin, tot i inquiet, es va presentar al festival de totes maneres i va ser capturat per soldats de Ding i Zhang. Sun Lin va suplicar a Sun Xiu per la seva vida, oferint-se per ser exiliat a la Província Jiao (en l'actualitat Vietnam del nord) o esdevenir un esclau, però Sun Xiu ho va refusar—exposant a Sun Lin que ell no havia donat Teng Yin (滕胤), que va ser mort en el 256, o a Lü Ju (呂據), que es va suïcidar després de la mort de Teng, eixes opcions. Sun fou ajusticiat, igual que els membres del seu clan.

## Regnat
Com a emperador, Sun Xiu va ser conegut per esser-hi tolerant davant d'opinions divergents, així com al seu estudi. Això no obstant, ell no va semblar ser un emperador particularment capaç, ja fóra en qüestions militars o nacionals, i va confiar la major part dels assumptes importants a Zhang i Puyang Xing (濮陽興), cap dels quals estaven particularment capacitats tampoc. Ambdós també van ser moderadament corruptes. El govern per tant no va ser eficient ni eficaç. Per exemple, en el 260, a suggeriment de Puyang, un projecte costós es va iniciar per crear un llac artificial conegut com el Llac Puli (浦里塘, en l'actual Xuancheng, Anhui) per crear una defensa en contra de l'estat rival Cao Wei, encara que la majoria dels altres funcionaris creien que el projecte era massa costós i inútil. Finalment, el projecte va haver de ser abandonat quan es va fer evident que no es podia completar.
També en el 260, Sun Xiu, que sempre havia estat preocupat sobre els complots pel que fa al seu germà deposat, l'anterior emperador Sun Liang, va actuar després de rebre informes falsos sobre que Sun Liang havia fet servir la bruixeria. Va degradar a Sun Liang de ser el Príncep de Kuaiji al Marquès de Houguan i el va enviar a la seva marca (en l'actualitat Fuzhou, Fujian). Sun Liang va morir de camí—amb la teoria prevalent sent que es va suïcidar, però alguns historiadors creuen que Sun Xiu el va enverinar.